# Vaulandry
Vaulandry és un municipi delegat francès, situat al departament de Maine i Loira i a la regió de País del Loira. L'any 2007 tenia 278 habitants.
L'1 de gener de 2013, Vaulandry es va fusionar amb Clefs amb el qual forma un municipi nou anomenat Clefs-Val d'Anjou.

## Demografia

### Població
El 2007 la població de fet de Vaulandry era de 278 persones. Hi havia 120 famílies de les quals 33 eren unipersonals (18 homes vivint sols i 15 dones vivint soles), 47 parelles sense fills i 40 parelles amb fills.
La població ha evolucionat segons el següent gràfic:
Habitants censats

### Habitatges
El 2007 hi havia 191 habitatges, 120 eren l'habitatge principal de la família, 27 eren segones residències i 44 estaven desocupats. 183 eren cases i 6 eren apartaments. Dels 120 habitatges principals, 86 estaven ocupats pels seus propietaris, 32 estaven llogats i ocupats pels llogaters i 2 estaven cedits a títol gratuït; 5 tenien una cambra, 13 en tenien dues, 32 en tenien tres, 28 en tenien quatre i 43 en tenien cinc o més. 64 habitatges disposaven pel capbaix d'una plaça de pàrquing. A 61 habitatges hi havia un automòbil i a 46 n'hi havia dos o més.

### Piràmide de població
La piràmide de població per edats i sexe el 2009 era:
| Homes | Edats   | Dones |
| ----- | ------- | ----- |
| 0     | 95 o +  | 0     |
| 0     | 90 a 94 | 0     |
| 0     | 85 a 89 | 0     |
| 4     | 80 a 84 | 0     |
| 16    | 75 a 79 | 12    |
| 8     | 70 a 74 | 8     |
| 8     | 65 a 69 | 12    |
| 20    | 60 a 64 | 8     |
| 8     | 55 a 59 | 8     |
| 12    | 50 a 54 | 20    |
| 20    | 45 a 49 | 4     |
| 0     | 40 a 44 | 16    |
| 0     | 35 a 39 | 0     |
| 0     | 30 a 34 | 16    |
| 16    | 25 a 29 | 4     |
| 20    | 20 a 24 | 8     |
| 4     | 15 a 19 | 16    |
| 0     | 10 a 14 | 0     |
| 4     | 5 a 9   | 0     |
| 4     | 0 a 4   | 4     |

## Economia
El 2007 la població en edat de treballar era de 164 persones, 122 eren actives i 42 eren inactives. De les 122 persones actives 104 estaven ocupades (55 homes i 49 dones) i 18 estaven aturades (9 homes i 9 dones). De les 42 persones inactives 21 estaven jubilades, 9 estaven estudiant i 12 estaven classificades com a «altres inactius».

### Ingressos
El 2009 a Vaulandry hi havia 137 unitats fiscals que integraven 315 persones, la mediana anual d'ingressos fiscals per persona era de 13.865 €.

### Activitats econòmiques
Dels 6 establiments que hi havia el 2007, 1 era d'una empresa alimentària, 1 d'una empresa de construcció, 2 d'empreses de comerç i reparació d'automòbils i 2 d'empreses de serveis.
Dels 2 establiments de servei als particulars que hi havia el 2009, 1 era un taller de reparació d'automòbils i de material agrícola i 1 lampisteria.
L'any 2000 a Vaulandry hi havia 22 explotacions agrícoles que ocupaven un total de 756 hectàrees.

## Equipaments sanitaris i escolars
El 2009 hi havia una escola elemental.

## Poblacions més properes
El següent diagrama mostra les poblacions més properes.